# Hildebrandtia macrotympanum
Hildebrandtia macrotympanum är en groddjursart som först beskrevs av George Albert Boulenger 1912.  Hildebrandtia macrotympanum ingår i släktet Hildebrandtia och familjen Ptychadenidae. IUCN kategoriserar arten globalt som livskraftig. Inga underarter finns listade i Catalogue of Life.